# Underoath
Underoath é uma banda de rock  de Tampa, Flórida, formada originalmente em 30 de novembro de 1997 por Dallas Taylor. Todos os integrantes da banda são cristãos, contudo, o vocalista Spencer Chanberlain disse: "Eu não quero somente ser divulgado como uma banda cristã, pois eu acho que vai muito além disso. Rótulos podem ser limitadores", mas também diz que "eu quero que as pessoas saibam que somos uma banda Cristã". Entre 1997 e 2013, o Underoath era uma banda cristã, porém em 2018, com o lançamento do álbum “Erase Me”, Spencer Chamberlain disse em entrevista a revista americana Revolver que a banda pelo qual ficou famosa pregando os ideais cristãos em suas músicas, decidiu não carregar mais o rótulo de "banda cristã".
Em 1999, lançam seu primeiro álbum, o Act Of Depression, que assim como o álbum seguinte (Cries of The Past - 2000) contava com músicas com grande tempo de duração. Em 2002 a banda lança um álbum mais completo e bastante diferenciado de seus últimos trabalhos, o The Changing Of Times. Após o lançamento do mesmo, o vocalista Dallas retira-se da banda, e hoje é vocalista da banda Maylene and the Sons of Disaster. Parecia que realmente presenciávamos uma mudança de tempos: no lugar de Dallas surge Spencer Chamberlain, e ainda uma mudança de gravadora (saem da Takehold e juntam-se à Solid State). Introduzindo mais vocais melódicos do ainda então baterista Aaron Gillespie entre os guturais, o que se intensificou no seu seguinte álbum, (They're Only Chasing Safety - 2004). Foi então que surgiu o rótulo de "Old Underoath" para a carreira da banda até seu terceiro álbum.
Em 2006 lançam o  Define The Great Line, que vendeu mais de 98 mil cópias na primeira semana. O disco atingiu o nº 2 da Billboard 200, o nº 1 do Top Christian Albums e o nº 2 do Top Internet Albums.
Já em 2008, eles lançaram o CD/DVD Survive Kaleidoscopie, que era uma compilação de suas melhores músicas gravadas em um show ao vivo. E no mesmo ano, sai o álbum "Lost In The Sound Of Separation".
Em 2010 o baterista Aaron Gillespie (que era o único que estava na banda desde sua primeira formação) anuncia sua saída da banda, e continuará seu trabalho na banda The Almost e dando aulas de bateria.
Também em 2010, a banda lançou seu último álbum intitulado Disambiguation, já com o novo baterista Daniel Davison. Em 2013 lançaram o álbum Anthology: 1999-2013, com suas  músicas de mais sucesso e duas músicas novas chamadas Unsound e Sunbturn. Com o retorno da banda em 2015, o baterista Aaron Gillespie também retornou.

## História

### Formação eAct of Depression(1997–2000)
Em 30 de novembro de 1997 Dallas Taylor, e Lucas Morton criaram o Underoath, em Ocala, Flórida. Morton tirou o nome Underoath "de algum lugar da Bíblia".  O baterista Aaron Gillespie, que freqüentava a igreja de Morton,pediu para tocar com eles. Gillespie concordou, e o grupo recrutou o guitarrista Corey Steger e o baixista Octavio Fernandez, os membros da banda estavam todos na escola.
Depois de um ano tocando em festivais, comendo em buffets, e passeando pela área ao redor da Flórida, o Underoath assinou coma gravadora Takehold Records do Alabama em 1999. Durante isso Lucas Morton deixou a banda sem aparecer em qualquer de suas gravações formais. Eles lançaram seu debut Act of Depression , que vendeu mais de 2.000 cópias.

### Cries of the PasteThe Changing of Times(2000–2003)
Em 2000, o tecladista Christopher Dudley juntou-se ao Underoath, e a canção Cries of the Past foi lançada, rapidamente vendendo 3.000 cópias. Em 2001, aTakehold Records foi comprada pela gravadora de Seattle Tooth & Nail Records e o Underoath assinou contrato com a subsidiária da gravadora, a Solid State Records. Em janeiro de 2002, o baixista Grant Brandell entrou no Underoath.
http://www.lambgoat.com/news/view.aspx?id=1209</ref> A banda então começou a trabalhar em sua estréia na Solid State. O álbum foi lançado em 26 de fevereiro de 2002 e produziu um single intitulado "When the Sun Sleeps". A banda foi criticada pelos fãs de longa data que seu estilo anterior não estava presente. No entanto, a mudança dos tempos passou a vender mais que seus dois lançamentos anteriores juntos.
Em 2003, o Underoath foi apoiado com o lançamento do álbum com a sua primeira inclusão na Warped Tour, no entanto a sua participação na turnê chegou ao fim quando Taylor (em condições controversas) foi convidado a deixar a banda. O tecladista, Chris Dudley explicou na época que Taylor não podia mais entrar em turnê com o Underoath, por várias razões e deixou em sua própria decisão. De acordo com uma especulação de uma ruptura potencial, a banda então fez uma turnê de apoio com Atreyu em agosto de 2003 com Matt Tarpey como o vocalista temporário. Em outubro de 2003, no Fest CMJ em Nova Iorque, a banda reapareceu com Spencer Chamberlain, anteriormente da banda This Runs Through, como o novo vocalista. Chamberlain excursionou com Underoath e depois Chamberlain tornou-se um membro permanente, o Underoath discutiu a possibilidade de mudar o nome e se tornar uma nova banda. Em última análise, os membros decidiram permanecer como Underoath.

### They're Only Chasing Safety(2004–2005)
Durante os primeiros meses de 2004, o Underoath retornou ao estúdio com Chamberlain como vocalista e o produtor James Paul Wisner. They're Only Chasing Safety foi lançado em 15 de junho de 2004 e provou ser um sucesso, vendendo mais do que seus últimos três álbuns juntos. O álbum vendeu cerca de 100.000 cópias em sua primeira semana de lançamento e foi certificado de ouro até o final de 2005 vendendo mais de 487.000 cópias.
O Underoath fez suas primeiras capas de revistas nacionais que aparecem na revista CCM em julho de 2005 e, em seguida, na imprensa alternativa, em setembro, e em outubro, They're Only Chasing Safety foi re-lançado em um conjunto de disco duplo com quatro músicas inéditas. A partir de 2005, They're Only Chasing Safety já tinha vendido mais de 218.000 cópias, com o relançamento vendendo 279.000 cópias adicionais, tornando a vendas combinadas de mais de 500.000 cópias só nos EUA.

### Define the Great Line(2006–2007)
Em janeiro de 2006, o Underoath entrou no estúdio para gravar seu quinto álbum, Define the Great Line Chamberlain observou que os vocais para o álbum iria soar menos como uma imitação do ex-vocalista Taylor, mas mais como os vocais da banda de ex-Chamberlain. As letras eram também significativas para Chamberlain, porque elas tinham sido escritos sobre "coisas que moldaram-no que ele é hoje". Uma versão inacabada do álbum vazou para sites BitTorrent e o P2P antes da data de lançamento.
Lançado em 20 de junho de 2006, Define the Great Line vendeu 98.000 cópias em sua primeira semana e estreou no Billboard 200, na 2ª posição, sendo a melhor posição de um álbum cristão desde 1997.

### Lost in the Sound of Separation(2008–2009)
Durante a turnê de setembro de 2007, Chamberlain afirmou várias vezes que a banda iria lançar um novo álbum em meados de 2008. Mais tarde, foi confirmado que ele seria lançado em 2 de setembro de 2008. A gravação do álbum começou em março de 2008 e terminou em abril de 2008. McTague disse que o álbum, Lost in the Sound of Separation, seria consideravelmente mais pesado do que Define the Great Line.
Durante meados de 2008, o Underoath juntou-se ao 30-city Rockstar Energy Mayhem Tour com bandas como Slipknot, Disturbed, Mastodon, e DragonForce. A turnê começou em 9 de julho de 2008, e concluída em Buffalo em 19 de agosto
Em sua primeira semana, Lost in the Sound of Separation estreou em # 8 no Billboard 200 charts, vendendo cerca de 56.000 cópias apenas nos EUA. Em dezembro de 2008, o Underoath ganhou Melhor Artista Hardcore/Screamo. A banda se apresentou seis vezes no Brasil, Argentina, Chile e Colômbia, e tocou no Warped Tour de 2009.

### O Anúncio do Fim e renascimento
Em outubro de 2012, a banda anunciou através de sua conta no Twitter que encerraria suas atividades em 2013. "É triste dizer que sinto que é hora de fechar este capítulo" , diz o vocalista Spencer Chamberlain. "Estes foram os melhores anos da minha vida inteira, e eu devo isso a todas as pessoas que apoiaram esta banda ao longo do caminho. Esta não foi uma decisão fácil. É apenas um tempo para nós seguirmos em frente". A banda lançou um box especial, e fez uma turnê de despedida. O último CD de lançamento do Underoath se chama Anthology 1999-2013 , e foi lançado em 6 de novembro de 2012, com duas faixas inéditas.
No dia 26 de janeiro de 2013, a banda havia realizado seu último show na Jannus Live em St. Petersburg. na Flórida
No dia 31 de Julho de 2016, a banda publicou uma série de mensagens on-line anunciando "Rebirth is coming" ("renascimento está vindo") e com isso, Aaron Gillespie se juntou novamente à banda.

### Erase Me (2018 - Atualmente)
No dia 6 de abril de 2018, foi lançado o álbum “Erase Me”, que é sucessor de Ø (Disambiguation), lançado em 2010. Esse é o primeiro disco da banda após o “término” do grupo que durou entre 2013 e 2015. “Erase Me” traz 11 faixas inéditas, incluindo os singles “Rapture” e “On My Teeth”. Esse é o primeiro álbum que a banda abandona rótulos religiosos para poder salvar as suas carreiras, como uma espécie de libertação. Em entrevista a revista americana Revolver, o vocalista Spencer Chamberlain explicou tudo que aconteceu em sua vida pessoal durante o hiato do Underoath e a motivação para a decisão junto com os outros integrantes. Segundo o músico, durante os três anos de pausa do Underoath, ele passou por vários problemas pessoais, como a depressão e a dependência de drogas, e afirma que a comunidade cristã não o ajudou da forma que esperava. Uma parte dos fãs da banda não ficaram felizes com a nova decisão, tendo inclusive os criticados por colocarem a imagem de um anjo vandalizado na capa do novo álbum, e por eles incluírem a palavra "fuck" na letra de uma das suas novas músicas.

## Integrantes
Última formação
- Aaron Gillespie - Bateria, Vocal (1997-2010, 2015-presente)
- Christopher Dudley - Teclado (2000-2013, 2015-presente)
- Grant Brandell - Baixo (2002-2013, 2015-presente)
- Spencer Chamberlain - Vocal, Guitarra (2003-2013, 2015-presente)
- Tim McTague - Guitarra (2001-2013, 2015-presente)

## Ex-Integrantes
- Dallas Taylor - Vocalista (1997-2003). (Atualmente no Maylene and The Sons of Disaster e no projeto Everett)
- Corey Steger - Guitarra (1997-2001)
- Matthew Clark - Baixo (2000-2001)  Atualmente no Maylene and The Sons of Disaster
- Octavio Fernandez - Baixo (1999-2000) /Guitarra (2000-2002) (atualmente no At The Wake)
- Billy Nottke - Baixo (2001-2002)
- Luke Morton - Guitarra (1997-1999)
- Kelly Scott Nunn - Guitarra (2002-2003)
- Rey Anasco - Baixo (1997-1999)
- Daniel Davison - bateria (2010-2013)
- James Smith - Guitarra (2003-2013, 2015-2023)

## Discografia

### Álbuns de estúdio
- Act of Depression (1999)
- Cries of the Past (2000)
- The Changing of Times (2002)
- They're Only Chasing Safety (2004)
- Define The Great Line (2006)
- Lost in the Sound of Separation  (2008)
- Ø (Disambiguation)  (2010)
- Erase Me (2018)
- Voyeurist (2022)
- The Place After This One (2025)

### Ao vivo
- Survive, Kaleidoscope (2008)
- Live In Koko (2010)

## Singles
| Ano  | Música                                                | Álbum                           |
| ---- | ----------------------------------------------------- | ------------------------------- |
| 2002 | "When the Sun sleeps"                                 | The Changing of Times           |
| 2004 | "Reinventing Your Exit"                               | They're Only Chasing Safety     |
| 2004 | "It's Dangerous Business Walking out Your Front Door" | They're Only Chasing Safety     |
| 2006 | "Writing on the Walls"                                | Define the Great Line           |
| 2006 | "In Regards to Myself"                                | Define the Great Line           |
| 2007 | "You're Ever So Inviting"                             | Define the Great Line           |
| 2007 | "A Moment Suspended in Time"                          | Define the Great Line           |
| 2008 | "Desperate Times, Desperate Measures"                 | Lost in the Sound of Separation |
| 2009 | "Too Bright To See Too Loud To Hear"                  | Lost in the Sound of Separation |
| 2010 | "In Division"                                         | Ø (Disambiguation)              |
| 2010 | "Paper Lung"                                          | "Ø (Desambiguation)"            |